# Гетман Дубоссарский
Ге́тман Дубоссарский (официально — гетман и воевода поднестровский и комендант границ украинских, укр. гетьман і воєвода подністровський і комендант границь українських) — титул военного и административного казацкого руководителя, появившийся в XVII веке. Этот титул использовался для обозначения лидера казаков, обладавшего властью над местным казацкими населением и войсками, получавший свою власть от крымского хана на территории Ханской Украины и являлся наместником.

## История возникновения титула
Впервые титул был упомянут в 1684 году. Турецкий султан Ахмед II по предложению крымского хана Селим-Гирея вручил гетманскую булаву и власть над оставшейся под его контролем частью Ханской Украины казацкому полковнику Теодору Сулименко. Тот же избрал в качестве своей резиденции селение Мокрый Ягорлык. Несколькими годами позже в 1690 году Ахмед II передал полномочия по назначению украинских гетманов крымскому хану. В официальный оборот вошло выражение "гетман ханской милостью". Соответственно, территория, управляемая данным должностным лицом, стала называться Ханской Украиной.

## Полномочия
1. Военное руководство: Гетман Дубоссарский был главнокомандующим местными военными силами, отвечая за защиту Ханской Украины и организацию обороны.
2. Административные функции: Должность включала в себя управление местным населением, сбор налогов и податей (такие как джизия), поддержание порядка на территории.
3. Политическое представительство: Гетман представлял интересы местного казачества перед высшими властями, такими как крымский хан или другие правители, а также участвовал в переговорах и заключении различных соглашений.
4. Культурное значение: Титул «гетман» традиционно ассоциируется с казаками и их военной культурой, что придавало дополнительный авторитет и легитимность данному руководителю среди местного населения.

## Известные носители титула
Известными носителями титула являются:
- Сулименко, Теодор
- Степан Лозинский
- Кость Гордиенко
- Якуб-ага Рудзевич